# Menhir I von Holsthum
Der Menhir I von Holsthum (auch als Langenstein bezeichnet) ist ein Menhir bei Holsthum im Eifelkreis Bitburg-Prüm in Rheinland-Pfalz.

## Geographische Lage
Der Menhir befindet sich in einem ausgedehnten Waldgebiet südwestlich von Holsthum am Rande einer Lichtung sowie am nordöstlichen Rand des Ferschweiler-Plateaus. Der Standort liegt wenig westlich der Kreisstraße 19 und wenig nördlich der Gemarkungsgrenze zu Ferschweiler. Der Stein selbst steht innerhalb einer Böschung in leicht abfallendem Gelände. Nördlich des Menhirs befindet sich das Römische Brandgräberfeld 1 von Holsthum.

## Beschreibung
Der Menhir ist oval geformt und läuft leicht schmal nach oben zu. Die Form ist unregelmäßig und stark abgerundet. Ebenso wie das Fraubillenkreuz steht dieser Menhir heute deutlich schräg im Boden, was vermutlich ursprünglich nicht so vorgesehen war. Das Material ist Liassandstein und die Maße belaufen sich auf eine Höhe von 130 cm, eine Breite von 140 cm sowie eine Tiefe von 40 cm. Mit diesen Abmessungen stellt der Menhir den kleinsten auf dem Ferschweiler Plateau dar.
Die erste nachgewiesene Erwähnung dieses Menhirs stammt aus dem Jahre 1930.

## Einzelnachweis
1. 1 2  Johannes Groht: Menhire in Deutschland. S. 333–334.